# Девън
Девън, по-рядко и неофициално наричано Девъншър (на английски: Devon (Devonshire)), е административно и церемониално (с различен размер) графство в регион Югозападна Англия. В състава му влизат 10 общини с обща площ от 6707 km². Сред тях общините Плимът и Торбей имат статут на унитарни (самоуправляващи се) единици в състава на графството. Населението на областта към 2008 година е 1 141 600 жители. Административен център е катедралният град Ексетър.

## География
Графство Девън е разположено в крайните югозападни части на Великобритания. В по-голямата си част то има предимно провинциален характер с ниска гъстота на населението според английските стандарти.
По отношение на територията си то е четвъртото по големина в Англия. В западна посока се намира графство Корнуол, а на изток и североизток са разположени графствата Дорсет и Съмърсет. Девън е единственото графство в страната с излаз на две различни крайбрежия. В южна и югоизточна посока бреговата му линия оформя началото на Ламанша откъм Атлантическия океан (наричан „Английски канал“ в Англия. Крайбрежието на северозапад е към външните части на Бристълския канал, който разделя географски Англия от южната част на Уелс. Остров Лънди (Lundy), разположен в Бристълския канал на около 19 km от брега, също е причисляван към територията на графството.
Плимут е най-големият град в графството, но административното управление е настанено в Ексетър.
На територията на графството се намира националният парк Дартмур (Dartmoor National Park). Източната част на южното крайбрежие, известна с наименованието „Jurassic Coast“ (Юрски бряг) е под егидата на ЮНЕСКО в категорията природни обекти. Особен интерес представлява и районът Браунтън Бъроус на северния бряг, където се намира най-голямата система от пясъчни дюни в Англия.

### Административно деление
| Област / графство | Община        | Община | Главен град | Други селища                                                           |
| ----------------- | ------------- | ------ | ----------- | ---------------------------------------------------------------------- |
| Девън             | Ексетър       |        | Ексетър     |                                                                        |
| Девън             | Източен Девън |        | Сидмът      | Бъдли Солтъртън, Ексмът, Отъри Сейн Мери, Сийтън, Аксминстър, Хоунитън |
| Девън             | Среден Девън  |        | Тивъртън    | Кредитън, Кълъмптън                                                    |
| Девън             | Северен Девън |        | Барнстъпъл  | Брандън, Илфракъмб, Саут Молтън, Линтън                                |
| Девън             | Торидж        |        | Байдфорд    | Холсуърти, Грейт Торингтън, Хартланд                                   |
| Девън             | Западен Девън |        | Тависток    | Чагфорд, Оукхамптън, Принстуан                                         |
| Девън             | Саут Хамс     |        | Тотнис      | Айвибридж, Дартмът, Кингсбридж, Солкъмб                                |
| Девън             | Тейбридж      |        | Нютън Абът  | Ашбъртън, Долиш, Тинмът                                                |
| Девън             | Плимът        |        | Плимът      |                                                                        |
| Девън             | Торбей        |        | Торки       | Пейнтън, Бриксам                                                       |

## Демография
Разпределение на населението по общини:
| Община        | Площ, km² | Население | Гъстота (жители/km²) |
| ------------- | --------- | --------- | -------------------- |
| Ексетър       | 47,03     | 118 800   | 3142                 |
| Източен Девън | 814,40    | 132 700   | 163                  |
| Среден Девън  | 912,94    | 76 700    | 84                   |
| Северен Девън | 1086      | 92 300    | 85                   |
| Торидж        | 985,31    | 65 600    | 67                   |
| Западен Девън | 1161      | 52 900    | 46                   |
| Саут Хамс     | 886,51    | 83 500    | 94                   |
| Тейбридж      | 673,87    | 127 600   | 189                  |
| Плимът        | 79,29     | 252 800   | 3188                 |
| Торбей        | 62,88     | 134 000   | 2131                 |